# 48.ª División (Ejército Popular de la República)
La 48.ª División fue una de las divisiones del Ejército Popular de la República que se organizaron durante la guerra civil española sobre la base de las Brigadas Mixtas. Estuvo desplegada en el frente de Levante.

## Historial
Durante 1937 ya había existido en el frente Norte una división que empleó esta numeración, sucesora de la «1.ª División vasca».
El 30 de abril de 1938 la división fue recreada en el seno del XVI Cuerpo de Ejército, como reserva del GERC. Tras pasar el período de instrucción fue enviada al frente de Levante, como refuerzo a las unidades republicanas allí desplegadas que intentaban detener la ofensiva franquista contra Valencia. La unidad, compuesta por las brigadas mixtas 63.ª, 201.ª y 202.ª, estaba bajo el mando del mayo de milicias Inocencio Fernández López. Durante algún tiempo estuvo adscrita al XIX Cuerpo de Ejército. Permanecería en la zona de Levante hasta el final de la contienda, sin participar en operaciones militares de relevancia.

## Mandos
Comandante
- mayor de milicias Inocencio Fernández López;[6]

Comisarios
- Juan Sáez Huerta, del PCE;[7]

## Orden de batalla
| Fecha               | Cuerpo de Ejército adscrito | Brigadas Mixtas integradas | Frente de batalla |
| ------------------- | --------------------------- | -------------------------- | ----------------- |
| Agosto de 1937      | XIV Cuerpo de Ejército      | 157.ª, 158.ª y 163.ª       | Santander         |
|                     |                             |                            |                   |
| 30 de abril de 1938 | XVI Cuerpo de Ejército      | 201.ª, 202.ª y 203.ª       | Reserva general   |
| Junio de 1938       | XIX Cuerpo de Ejército      | 63.ª, 201.ª y 202.ª        | Levante           |
| Agosto de 1938      | XVI Cuerpo de Ejército      | 63.ª, 201.ª y 202.ª        | Levante           |